# Passo di Tremalzo
Il passo di Tremalzo è un valico alpino posto a quota 1 694 m s.l.m. e collega la valle di Ledro (Tiarno di Sopra) al lago di Garda (Tremosine). Il percorso è per buona parte non asfaltato e il transito è vietato ai veicoli a motore. Sopra il passo si trova il monte Tremalzo.